# 1537
Cette page concerne l'année 1537  du calendrier julien.
L'année 1537 est une année commune qui commence un lundi.

## Événements
- 5 septembre : arrivée de l’aventurier portugais Fernão Mendes Pinto à Diu en Inde[1]. Il visite la Chine et le Japon et aurait conduit une ambassade du khan des Mongols Dayan à Malacca.
- Octobre : Sher Shâh Sûrî, sultan afghan du Bihâr (1537-1545) assiège Gaur au Bengale[2] qui tombe le 6 avril 1538[3].

- Découverte de l'île Christmas, nommée alors Acea, puis de Nonouti, par l'équipage mutiné de Hernando de Grijalva, parti de Paita (Pérou) en avril[4].
- Empire songhaï : Mohammed Bandan est déposé par Ismaïl, un fils de Mohammed Touré. Ismaïl, puis son frère Ishak, s’efforcent de rétablir le calme dans l’empire ravagé par les troubles intérieurs (fin en 1549)[5].
- Maroc : bataille de Oued-el-Abid entre les deux dynasties marocaines rivaux wattasside et saadienne. Les Wattassides victorieux obtiennent le partage du Maroc[6].

### Amérique
- 8 janvier : création du diocèse de Cuzco. Le père Vicente Valverde Alvarez devient le premier évêque[7].
- 12 mars : fondation de Recife, au Brésil par Duarte Coelho Pereira[8].
- 8 avril : Diego de Almagro, de retour du Chili, entre dans Cuzco après avoir bousculé les troupes de Manco Cápac II. Il fait incarcérer au Sacsayhuamán, forteresse de Cuzco, Hernando et Gonzalo Pizarro et se proclame gouverneur, puis marche sur Lima en emmenant Hernando en otage[9].
- 29 mai : lettre Pastorale officium de Paul III interdisant l'esclavage des Amérindiens[10].
- 2 juin : publication de la lettre Veritas ipsa de Paul III qui déclare que les Amérindiens sont des êtres humains[10].
- 9 juin : bulle Sublimis Deus de Paul III qui déclare que les Indiens sont capables de recevoir la foi chrétienne[10].
- 12 juillet : bataille du rio Abancay entre Diego de Almagro et Alonso de Alvarado[11].
- 15 août : Juan de Ayolas fonde le poste d’Asuncion au Paraguay[12]. Il tombe sous les coups d’une boleadoras (lasso à boules) maniée par un indigène. Les colons espagnol élisent l’un d’entre eux à leur tête, Martínez de Irala[13].
- 13 novembre : le frère Francisco de Bobadilla évite l’affrontement entre Diego de Almagro et Francisco Pizarro en les réunissant à la conférence de Chincha, au sud de Lima, où il est convenu qu’Almagro doit recevoir son gouvernement de Charles Quint et libérer Hernando Pizarro. À la nouvelle de l’évasion de Gonzalo du Sacsayhuamán, Almagro repart vers Cuzco pour prévenir toute agitation. Entretemps un messager de Charles Quint confirme le gouvernement de Cuzco à Francisco Pizarro. Almagro refuse de se soumettre[14].

- Révolte des noirs à Saint-Domingue[15].

### Europe
- 1er janvier : Madeleine, fille du roi de France, épouse à Paris le roi Jacques V d'Écosse. Elle meurt six mois plus tard[16].
- 6 janvier : assassinat d'Alexandre de Médicis, dit Alexandre le Maure, grand-duc de Toscane[17].
- 9 janvier : Cosme Ier de Médicis est élu duc de Toscane (fin en 1574)[18].
- Janvier : création de la Schola Lausannensis, académie protestante à l'origine de l'Université de Lausanne[19].
- 3 février : exécution de Silken Thomas, chef de la rébellion irlandaise, et ses cinq oncles à Londres[20].
- 27 février : l'empereur Charles Quint autorise officiellement les nouveaux chrétiens d’Espagne et du Portugal à s’installer à Anvers munis des pleins droits[21].
- 1er avril : l’archevêque de Nidarós, Olaf Engelbriktsson (en), s’enfuit vers les Pays-Bas[22]. Fin de la résistance militaire en Norvège face aux Danois.
- Mai : tremblement de terre dans la région de Naples[23].
- 24 juin : Ignace de Loyola (1491-1556) fondateur de la compagnie de Jésus, est ordonné prêtre à Venise, d'où il compte s'embarquer pour la Terre sainte. Il se place sous les ordres du pape[24].
- Juillet : intervention des Turcs à Otrante[16].
- 1er-2 août : l'armée des exilés florentins, commandée par Philippe Strozzi le Jeune, est battue à la bataille de Montemurlo[25]. Échec d'une tentative républicaine de renverser les Médicis à Florence.
- 10 août : Gustav Vasa fait construire le château fort de Gripsholm, sur les bords du lac Mälar où il établit sa résidence principale[26].
- 25 août-17 septembre : siège de Corfou par les Ottomans ; après 3 semaines, ils doivent se retirer[27]. La flotte de Khayr ad-Din Barberousse s'empare de ports et d'îles appartenant à Venise (Nauplie, Malvoisie, Skyros, Patmos, Égine, Ios, Paros, Astipalea, etc).
- 2 septembre : mise sur pied d’une Kirkenordinanz (Ordinatio ecclesiastica) au Danemark à l’instigation de Christiern Pedersen[28].
- 16 novembre : armistice de Monzón ; suspension d'armes dans le Piémont entre la France et l'Empire pour trois mois le 27 novembre[16].
- 28 décembre : ordonnance de Montpellier instituant le Dépôt légal en France[29].

- Gustav Vasa s’allie à la Norvège et au Danemark pour vaincre la ville allemande de Lübeck, ce qui rend la Suède économiquement indépendante de la ligue hanséatique[30].
- La Bohême et la Hongrie royale obtiennent la limitation de la compétence du conseil aulique aux seuls pays héréditaires et au Saint-Empire[31].
- Émeutes populaires contre les conversos au Portugal[32].
- Guerre du poulet, rébellion de la noblesse polonaise contre Sigismond Ier de Pologne[33].
- Fondation de Mancha Real, dans la steppe de Jaén, en Andalousie, sous le nom de Manchuela[34].
- Émeutes de la gabelle en Guyenne et en Angoumois[35].
- L'université de Lisbonne est définitivement installée à Coimbra, après de multiples déménagements[36].

## Naissances en 1537

Portrait assis de l'empereur Longqing, naissance en 1537.

- Janvier : Girolamo Rusticucci, cardinal italien († 14 juin 1603).
- 21 janvier : Anton Maria Salviati, prélat italien  († 26 avril 1602).
- 26 février : Christophe II de Bade-Bade, membre de la maison de Zähringen († 2 août 1575).
- 4 mars : Ming Longqing, douzième empereur de la dynastie Ming († 5 juillet 1572).
- 12 avril :
  - François de Civille, militaire français († 23 décembre 1610).
  - Nabeshima Naoshige, daimyo de la province de Hizen († 24 juillet 1619).
- 18 mai : Guido Luca Ferrero, cardinal italien († 16 mai 1585).
- 27 mai : Louis IV de Hesse-Marbourg, landgrave de Hesse-Marbourg († 9 octobre 1604).
- Fin mai : René Choppin, jurisconsulte français († 1606).
- 3 juin : Jean-Manuel prince de Portugal, prince héritier de Portugal († 2 janvier 1554).
- 20 juillet : Arnaud d'Ossat, cardinal français, évêque de Bayeux († 15 mars 1604).
- 9 août : Francesco Barozzi, mathématicien et astronome italien († 23 novembre 1604).
- 19 août : Isaac Claesz van Swanenburg, peintre néerlandais († 10 mars 1614).
- 22 août : Filippo Sega, cardinal italien († 29 mai 1596).
- 12 octobre : Édouard VI, roi d'Angleterre et d'Irlande († 6 juillet 1553).
- ? octobre : Jeanne Grey, reine d'Angleterre († 12 février 1554).
- 5 décembre : Ashikaga Yoshiaki, quinzième et dernier des shoguns Ashikaga de la fin de la période Muromachi de l'histoire du Japon († 9 octobre 1597).
- 6 décembre : Duarte de Meneses, militaire portugais et gouverneur de l'Inde portugaise († 15 mai 1588).
- 20 décembre : Jean III de Suède, roi de Suède († 17 novembre 1592).
- 26 décembre : Albert de Nassau-Weilburg, comte de Nassau-Weilburg, comte de Nassau-Ottweiler, comte de Nassau-Hohenburg et comte de Nassau-Kirchheim († 11 septembre 1593).
- Date précise inconnue :
  - Fadrique Álvarez de Toledo y Enríquez de Guzmán, quatrième duc d'Albe, duc de Huéscar, marquis de Coria et Grand Commandeur  de l'Ordre de Calatrava († 11 décembre 1583).
  - Amano Yasukage, samouraï de la fin de la période Sengoku et du début de l'époque d'Edo († 14 avril 1613).
  - Raffaello Borghini, dramaturge, poète et critique d'art italien († 1588).
  - Nicolas Bogueret, maçon-architecte († 12 décembre 1602).
  - Antoine de Brenezay, seigneur du Carcouët et sieur de Boisbriand, avocat du roi au siège présidial de Nantes, sénéchal de Nantes, maire de Nantes et député aux États de Bretagne († 8 novembre 1606).
  - Lorenzo Costa le Jeune, peintre maniériste italien († 1583).
  - Claude de Fenoyl, capitaine d'infanterie, gentilhomme ordinaire de la chambre du roi († 1597).
  - Philippe Galle, graveur flamand († mars 1612).
  - Jacob Horstius, professeur de médecine à l'Université de Helmstedt († 1600).
  - Katō Mitsuyasu, vassal du clan Toyotomi de la fin de la période Sengoku du Japon féodal († 24 septembre 1593).
  - Philippe II de Lalaing, 3e comte de Lalaing, baron d'Escornaix, seigneur de Wavrin et de Flandres, grand-bailli du Hainaut († 24 mai 1582).
  - John Maitland, 1er lord Maitland de Thirlestane, Lord Chancelier d’Écosse († 3 octobre 1595).
  - Antoine Matharel, écrivain français († 1586).
  - Joachim Meyer, maître d'escrime († 24 février 1571).
  - Charles de Montmorency-Damville, duc de Damville, amiral de France, pair de France († 1612).
  - Jean de Poltrot de Méré, seigneur de Méré ou Mérey, gentilhomme de l'Angoumois qui assassina le duc François de Guise († 1563).
  - Ōkubo Tadasuke, daimyo de la fin de la période Sengoku au début de l'époque d'Edo à la tête du domaine de Numazu dans la province de Suruga († 9 novembre 1613).
  - Thomas Preston,  maître de Trinity Hall de l'université de Cambridge et dramaturge anglais de la période élisabéthaine († 1er juin 1598).
  - Lorenzo Priuli, cardinal italien († 21 janvier 1600).
  - Johann Richter, mathématicien, fabricant d'instruments et astronome allemand († 27 octobre 1616).
  - Saegusa Moritomo, vassal du clan Takeda durant l'époque Sengoku de l'histoire du Japon († 29 juin 1575).
  - Sanada Nobutsuna, samouraï japonais au service du clan Takeda († 29 juin 1575).
  - Mary Shakespeare, mère du dramaturge anglais William Shakespeare († 1608).
  - Shimizu Muneharu, commandant samouraï durant l'époque Sengoku de l'histoire du Japon († 23 juin 1582).
  - Shimozuma Rairen, moine japonais du Hongan-ji († 1626).
  - Simon Ier de Karthli, roi de Karthli de la dynastie des Bagratides († 1611).
  - Lorenz Stöer, graveur bavarois († vers 1621).
  - Francisco Verdugo, militaire espagnol († 22 septembre 1595) († 1608).
- Vers 1357 :
  - Esteban Daza, compositeur et vihueliste espagnol († entre 1591 et 1596).
  - Humphrey Gilbert, officier et explorateur anglais († 9 septembre 1583).
  - Pedro Gonzales, premier cas connu d'hypertrichose († vers 1618).
  - Giovanni Battista Ricci, peintre italien († 5 août 1627).
  - Roman Sanguszko, membre de la Famille Sanguszko, voïvode de Bracław (1566), hetman de Lituanie (1567) († 12 mai 1571).
- 1537 ou 1538 :
- Guillaume de Hautemer de Grancey, gentilhomme et militaire français († 14 novembre 1613).

## Décès en 1537
- 6 janvier : Alexandre de Médicis, dit Alexandre le Maure, grand-duc de Toscane (° 22 juillet 1510).
- 12 janvier : Lorenzo di Credi, peintre et sculpteur italien (° vers 1459).
- 2 février : Thomas Fitzgerald, 10e comte de Kildare (° 1513).
- 6 février : Hiraga Genshin, samouraï vassal de la famille Takeda au début de l'époque Sengoku de l'histoire du Japon  (° ?).
- 21 février : Jérôme Accoramboni, médecin des papes Léon X, Clément VII et Paul III (° 1469).
- ? février : Gianmaria Pomedello, peintre italien (° 1478).
- 25 mars : Charles de Bourbon duc de Vendôme,  premier prince du sang de France
- 2 juillet : Madeleine de France, nièce de Louis XII et sœur de Charles d’Orléans (le troisième fils de François Ier), épouse du souverain écossais Jacques Stuart, de phtisie en Écosse (° 10 août 1520).
- 12 juillet : Robert Aske, avocat anglais, chef de la rébellion catholique du nord de l'Angleterre (° 1500).
- 6 août : Rodrigo Luis de Borja y de Castre-Pinós, cardinalespagnol (° 1524).
- 12 septembre : Frans Titelmans, érudit, pionnier de la théologie franciscaine aux Pays-Bas méridionaux (° 1502).
- 24 septembre : Jean Ruel, médecin et botaniste français (° vers 1479).
- 24 octobre : Jeanne Seymour des suites d'une césarienne faite à la naissance du futur Édouard VI d'Angleterre[37] (° vers 1508).
- Date précise inconnue :
- Jörg Breu l'Ancien, peintre, graveur, concepteur de vitraux et enlumineur allemand (° vers 1475).
- Hans Cranach, peintre allemand (° vers 1513).
- Hernando de Grijalva, tué par une mutinerie du San Juan dans le Pacifique[38].
- Jacques Lefèvre d'Étaples, à Nérac, théologien et humaniste (° vers 1450)[39].
- Marco Meloni, peintre italien (° 1470).
- Gil Vicente, dramaturge portugais (1465-1537), auteur de pièces religieuses (Auto da fé), de tragi-comédies (Amadis de Gaula), de comédies et de farces[38].
- Fernando Yáñez de la Almedina, peintre espagnol (° vers 1475).